# Hofanlage Klein Ippener Straße 3
Die Hofanlage Klein Ippener Straße 3 in Groß Ippener, Samtgemeinde Harpstedt, stammt aus dem 19. Jahrhundert. Heute (2022) residiert hier auch eine Verwaltungsgesellschaft.
Das Ensemble steht unter Denkmalschutz (Siehe auch Liste der Baudenkmale in Groß Ippener).

## Geschichte
Die Hofanlage besteht aus
- dem eingeschossigen giebelständigen Wohn- und Wirtschaftsgebäude wohl aus der 1. Hälfte des 19. Jahrhunderts als Zweiständerhallenhaus in Fachwerk mit Steinausfachungen, mit Krüppelwalmdach und Niedersachsengiebel mit Uhlenloch und Pferdeköpfen, der Wirtschaftsgiebel in Backstein stammt von 1858,
- dem Backhaus aus der 1. Hälfte des 19. Jh. als Fachwerkhaus mit Steinausfachungen und Satteldach, südseitiger Anbau für Backofen,
- der Stallscheune von 1815, Fachwerkhaus mit Steinausfachungen Niedersachsengiebeln und Krüppelwalmdach mit kleinem Zwerchhaus mit Ladeluke, hofseitige Einfahrt, erhaltene Stalltüren und Stallfenster, südseitiges Schleppdach mit Unterfahrt,
- der südlichen Remise wohl aus der 1. Hälfte des 19. Jh. als Fachwerkbau mit Steinausfachungen, Satteldach und Längsdurchfahrt.

Die Landesdenkmalpflege befand: „...geschichtliche Bedeutung ... als Hofanlage des 19. Jhs. und für die Volkskunde....“.